# Drahmă grecească
Drahma era moneda Greciei înainte de introducerea euro. Avea atribuit Codul ISO 4217 GRD.
La 1 Ianuarie 2001, drahma a devenit o diviziune națională a monedei comune europene euro. La 1 Ianuarie 2002, drahma a încetat total să mai fie unitate de cont, înainte de a-și înceta, în mod rapid, cursul legal (fiind total înlocuită cu euro, devenită monedă unică); monedele metalice și bancnotele exprimate în drahme au fost, de atunci, demonetizate.

## Etimologie
Numele, care indică palma mâinii, se referă la ipoteza că în lumea antică, valoarea economică unitară trebuie să fi fost un pumn de aur.

## Istorie

### Istoria drahmei grecești moderne
Drahma modernă s-a născut în 1832, la scurt timp după independența Greciei. Ea a înlocuit moneda grecească phenix, puțin apreciată de greci. Regatul Greciei s-a alăturat Uniunii Monetare Latine în 1868; la vremea respectivă, drahma grecească era la paritate cu francul francez.
Perioada celui de-Al Doilea Război Mondial a antrenat o inflație importantă. Din 1944, drahma nouă a fost pusă în circulație, cu o rată de schimb de 50.000.000.000 drahme vechi pentru o drahmă nouă. Această nouă deviză a fost devalorizată, din nou, în 1953 și în 1956.
Drahma a încetat să mai aibă curs legal la 28 februarie 2002.

## Rata de conversie
- 1 EUR = 340,750 GRD

## Bancnote
Ultima serie de bancnote exprimate în drahme grecești:
- 100 drahme (roșu) - capul zeiței Atena și portretul lui Adamántios Korais (în greacă Ἀδαμάντιος Κοραῆς).
- 200 drahme (portocaliu) - portretul lui Rigas Velestinlis-Fereos (în greacă «Κρυφὸ σχολειό» - ἐλαιογραφία Νικολάου Γύζη).
- 500 drahme (verde) - portretul lui Ioannis Kapodistrias (în greacă Ἰωάννης Καποδίστριας).
- 1.000 drahme (brun) - capul lui Apollo (în greacă Κεφαλὴ θεοῦ Ἀπόλλωνα).
- 5.000 drahme (albastru) - portretul generalului Theodoros Kolokotronis (în greacă Θεόδωρος Κολοκοτρώνης).
- 10.000 drahme (purpuriu) - portretul Dr. Georgios Papanikolaou (în greacă Γεώργιος Παπανικολάου) / Asclepios (în greacă Ασκληπιός) / Esculap.